# Jacqui McShee
Jacqueline 'Jacqui' McShee (25 de dezembro de 1943) é uma cantora inglesa. Desde 1966, atuou com o conjunto Pentangle.

## Biography
McShee nasceu em Catford, South London.  Sua carreira musical começou como solista em clubes de música tradicional britânica em meados da década de 1960. Depois de trabalhar com o violonista John Renbourn, participou da criação do Pentangle.
O Pentangle se estableceu rápido como um dos primeiros expoentes do folk rock britânico. Além de atrair fãs da música tradicional britânica, o conjunto também cativou audiências do rock, pop e psych folk. O conjunto original tocava uma mistura de baladas, blues, e jazz, que às vezes se misturavam numa única música.
Em 1994, McShee formou um novo conjunto, chamado Jacqui McShee's Pentangle, que, com poucas mudanças de pessoal, segue tocando nos dias de hoje.